# Route nationale 572
Die N572 wurde 1933 zwischen der N87 (ab 1949 N113) nordöstlich von Lunel und Saint-Cannat festgelegt. 1949 übernahm die N113 zwischen Arles und Salon-de-Provence die Trasse der N572, welche dadurch zweigeteilt wurde. Ihre Gesamtlänge betrug 61 Kilometer. 1973 wurde der Abschnitt zwischen Salon-de-Provence und Saint-Cannat abgestuft und 2006 der Rest bis auf die Verbindung zwischen der A54 und der N113 bei Arles auf einer ortsumgehenden Schnellstraße. Diese Schnellstraße soll zur Autobahn ausgebaut werden und erhält dann die Nummer A54.

## Streckenverlauf
| Position | höchste zulässige Gesamtgeschwindigkeit | km | Fahrbahnen | Typ                          | Abschnitt                             | Längengrad | Breitengrad |
| -------- | --------------------------------------- | -- | ---------- | ---------------------------- | ------------------------------------- | ---------- | ----------- |
| 1        | 110                                     | 2  |            | Beginn der Autobahn          | A 54                                  | 43.6831    | 4.5579      |
| 2        | 110                                     | 2  | 28         | Vollständige Anschlussstelle | Saintes-Maries-de-la-Mer-Arles (west) | 43.6785    | 4.6073      |
| 3        | 110                                     | 2  |            | Ende der Autobahn            | N113                                  | 43.6781    | 4.6113      |